# Happy (Leona Lewis)
Happy is een nummer van de Britse r&b-zangeres Leona Lewis. Het nummer werd van september tot november 2009 uitgebracht als de eerste single van het tweede album Echo.

## Achtergrondinformatie
Happy is een ballad die na geschreven te zijn meteen werd opgenomen. Lewis zei erover dat de stemmen spontaan waren opgenomen en het soms beter is om niet te veel na te denken over iets. Gordon Smart van The Sun zei erover dat het nummer over een breuk in een relatie gaat en "distorted drums" en "groaning keyboards" bevat.
Het nummer was in Nederland de opvolger van Run, dat in het Verenigd Koninkrijk met een recordaantal downloads de nummer 1-positie bereikte, maar in Nederland de tipparade niet overleefde. De single was het tweede samenwerkingsproject met schrijver-producent Ryan Tedder, die ook haar grootste hit schreef, het voor twee Grammy's genomineerde Bleeding Love (eveneens een leadsingle). Dit nummer behaalde in Nederland, Vlaanderen, de Verenigde Staten en in thuisland Groot-Brittannië de eerste positie.
Tedder noemde het nummer een van de mooiste nummers waar hij een aandeel in had gehad. Het streven was geweest om bij het opnemen van het nummer niet naar het succes uit het verleden te kijken. Dit was volgens Tedder met Happy gelukt.

## Première
Het nummer beleefde zijn radiopremière op 6 september 2009 in de Radio 1 Chart Show op BBC Radio 1. Het nummer was in het Verenigd Koninkrijk vanaf 9 november te downloaden en een dag later lag de plaat in de winkel. In de Verenigde Staten was de downloadversie echter nog eerder beschikbaar dan in haar thuisland, namelijk op 15 september.

## Ontvangst

### Kritisch
Happy werd gunstig beoordeeld door de muziekrecensenten. Het werd door Rick Krim van VH1 beschreven als een geweldig nummer. Ryan Seacrest noemde het nummer in zijn Amerikaanse Top 40-radioprogramma een toekomstige nummer 1-hit. De muziekwebsite Popjustice vond het nummer bovengemiddeld en een briljante manier om de campagne voor het tweede album te beginnen. Nick Levine van de website Digital Spy was eveneens positief: "Leona brengt het nummer prachtig. Het vocale gedeelte van 02:39 tot 02:44 zou weleens de meest onvoorstelbare vijf seconde zang kunnen zijn die we dit jaar hebben gehoord. (...) Het is vooral een krachtig en ontroerend nummer." Gordon Smart van The Sun zei dat het nummer het welkome bewijs was dat Leona haar plaats kon innemen te midden van 's werelds grootste diva's."